# Vayer Gábor
Vayer Gábor (Paks, 1977. május 18. –) magyar labdarúgó, csatár.
Gyermekei: Vayer Levente Marek, Vayer Valter

## Pályafutása
Rendkívül gyors, ballábas szélső. Magyarországon utánpótlás-válogatottságig jutott. Játszott Portugáliában, Cipruson, Izraelben és Lengyelországban. Pályafutása vége felé amatőr szinten szerepelt Ausztriában, Szlovákiában és Ménfőcsanakon.

## Sikerei, díjai
- Magyar ligakupa-győztes: 2011
- Magyar ligakupa ezüstérmes: 2010
- Magyar bajnoki ezüstérmes